# Taro le païen
Pour plus de détails, voir Fiche technique et Distribution.
Taro le païen (Last of the Pagans) est un film américain réalisé par Richard Thorpe, sorti en 1935.

## Synopsis
Au XIXe siècle dans le Pacifique Sud, la coutume veut que les hommes d'une des îles fassent un raid dans une île voisine pour y chercher des femmes. Lors d'un de ces raids, Taro aperçoit la belle Lilleo et demande au chef de la tribu la permission de l'emmener. Pendant que Taro et les autres hommes regardent les femmes nager dans un étang, des hommes armés de lances les attaquent et les forcent à fuir. Taro, toutefois, est laissé en arrière et après avoir lutté avec Lilleo qui ne veut pas venir avec lui, il arrive à l'emmener sur son île. À son arrivée, Taro présente Lilleo à sa mère et à son clan. 
Plus tard, après leur mariage, Lilleo et Taro se retrouvent aux mains de marchands d'esclaves blancs. Il arrivera à la sauver après que leur bateau a été pris dans une tempête.

## Fiche technique
- Titre original : Last of the Pagans
- Titre français : Taro le païen
- Réalisation : Richard Thorpe
- Scénario : John Farrow, librement inspiré du roman Typee: A Peep at Polynesian Life de Herman Melville
- Direction artistique : Cedric Gibbons
- Photographie : Clyde De Vinna
- Son : Douglas Shearer
- Montage : Martin G. Cohn
- Musique : Nat W. Finston, William Axt, Karl Hajos, Milan Roder
- Production : Phil Goldstone
- Société de production : Metro-Goldwyn-Mayer
- Société de distribution : Loew's Inc.
- Pays de production :  États-Unis
- Langue originale : anglais
- Format : noir et blanc — 35 mm — 1,37:1 — son Mono (Western Electric Sound System)
- Genre : Film d'aventures
- Durée : 70 minutes
- Date de sortie :
  - États-Unis : 20 décembre 1935

## Distribution
- Ray Mala : Taro
- Lotus Long : Lilleo
- Rudolph Anders : l'assistant du directeur de la mine
- Chester Gan : le cuisinier chinois
- Rangapo A. Taipoo : la mère de Taro
- Teio A. Tematua : le Chef
- Charles Trowbridge : le directeur de la mine